# Свёртка тензора
Свёртка в тензорном исчислении — операция понижения валентности тензора на 2, переводящая тензор валентности {\displaystyle (m,n)} в тензор валентности {\displaystyle (m-1,n-1)}.

## Определение
В простейшем случае, свёртка для простого тензора {\displaystyle v\otimes f} типа {\displaystyle (1,1)}, определяется как скаляр {\displaystyle f(v)}.
Эта операция продолжается линейно на все тензоры типа {\displaystyle (1,1)}.
В общем случае, тензор типа {\displaystyle (m,n)} можно рассматривать как линейное отображение из пространства тензоров валентности {\displaystyle (n-1,m-1)} в пространство тензоров валентности {\displaystyle (1,1)};
для выбора такого представления надо выбрать ко- контравариантный индекс.
Свёртка образа даёт отображение из пространства тензоров валентности {\displaystyle (n-1,m-1)} в скаляры, то есть тензор валентности {\displaystyle (m-1,n-1)}.
Он и называется свёрткой тензора по двум данным индексам.

## Обозначения
В координатах она записывается следующим образом:
{\displaystyle {T_{j_{1},\dots ,{\underline {j_{0}}},\dots ,j_{n}}^{i_{1},\dots ,{\underline {i_{0}}},\dots ,i_{n}}}\rightarrow {T_{j_{1},\dots ,j_{n}}^{i_{1},\dots ,i_{n}}}={T_{j_{1},\dots ,{\underline {i_{0}}},\dots ,j_{n}}^{i_{1},\dots ,{\underline {i_{0}}},\dots ,i_{n}}}}
где применено правило суммирования Эйнштейна по повторяющимся разновариантным (верхнему и нижнему) индексам, то есть в данном случае по {\displaystyle i_{0}}.
Часто операцию свёртки проводят над тензорами, являющимися произведениями тензоров, или, короче, производят свёртку двух или нескольких тензоров.
Например, {\displaystyle A_{j}^{i}B_{k}^{j}} есть запись обыкновенного перемножения матрицы A на матрицу B, то есть, в обычной матричной записи, записывая индексы внизу и не опуская знак суммы, это
{\displaystyle \sum _{j=1}^{N}A_{ij}B_{jk}}.
В принципе свёртка всегда проводится по верхнему и нижнему индексам, однако
в случае если задан метрический тензор, ко- и контравариантные индексы можно однозначно переводить друг в друга (поднимать и опускать), поэтому свёртку можно вести по любой паре индексов, используя метрический тензор, если оба индекса верхние или нижние. Например:
{\displaystyle A_{ij}B_{jk}=A_{ij}g^{jm}B_{mk}=A_{ij}B_{\ k}^{j}=C_{ik}}
Замечание: операция свёртки определена и имеет смысл не только для тензорных объектов. Во всяком случае, в компонентах совершенно та же операция применяется для свертки с матрицами преобразования координат (матрицами Якоби) и с компонентами аффинной связности, не являющимися представлениями тензоров. Эти свёртки имеют так же ясный геометрический смысл и играют важную роль в тензорном анализе, к тому же используются для построения представления настоящих тензорных объектов, таких как тензор кривизны.

## Примеры
- Свёртка тензора по паре индексов, по которым он анти(косо)симметричен, даёт нулевой тензор.
- Свёртка {\displaystyle A_{\ j}^{i}v^{j}} вектора v с тензором A ранга (1,1) представляет умножение вектора на линейный оператор, каковым такой тензор является по отношению к вектору.
- Свёртка {\displaystyle \ B_{ij}a^{i}b^{j}} векторов a и b с тензором B ранга (0,2) является билинейной формой; так свёртка двух векторов с метрическим тензором {\displaystyle \ g_{ij}a^{i}b^{j}} дает их скалярное произведение.
- В том числе {\displaystyle \ B_{ij}v^{i}v^{j}} — квадратичная форма; именно таким образом свертка с метрическим тензором дает квадрат нормы вектора.
- Свёртка {\displaystyle \ a_{j}b^{j}} ковариантного и контравариантного вектора дает действие 1-формы на вектор, или, если считать ковариантные компоненты просто дуальным представлением настоящего вектора, то это скалярное произведение двух векторов, один из которых представлен в дуальном базисе.
- Свёртка {\displaystyle A_{\ j}^{j}} тензора A ранга (1,1) (с собой) является следом матрицы {\displaystyle A_{\ j}^{i}}. Это простейший случай построения (скалярного) инварианта из тензора.
- Действие линейного оператора на пространстве тензоров некоторого определенного ранга есть свёртка с тензором вдвое большего ранга, столько же раз ковариантного, сколько контравариантного, например (в координатной записи): {\displaystyle B_{jk}^{i}=L_{jkp}^{i\ \ \ qr}A_{qr}^{p}}

## Свойства
- Свёртка (корректная) одного или нескольких тензоров (в том числе векторов и скаляров) всегда дает тензор (в том числе, возможно, вектор или скаляр).